# Golfo de Antalya
El golfo de Antalya (en turco, Antalya Körfezi) es un golfo localizado en la costa sur de Turquía, en la provincia de Antalya.

## Localización

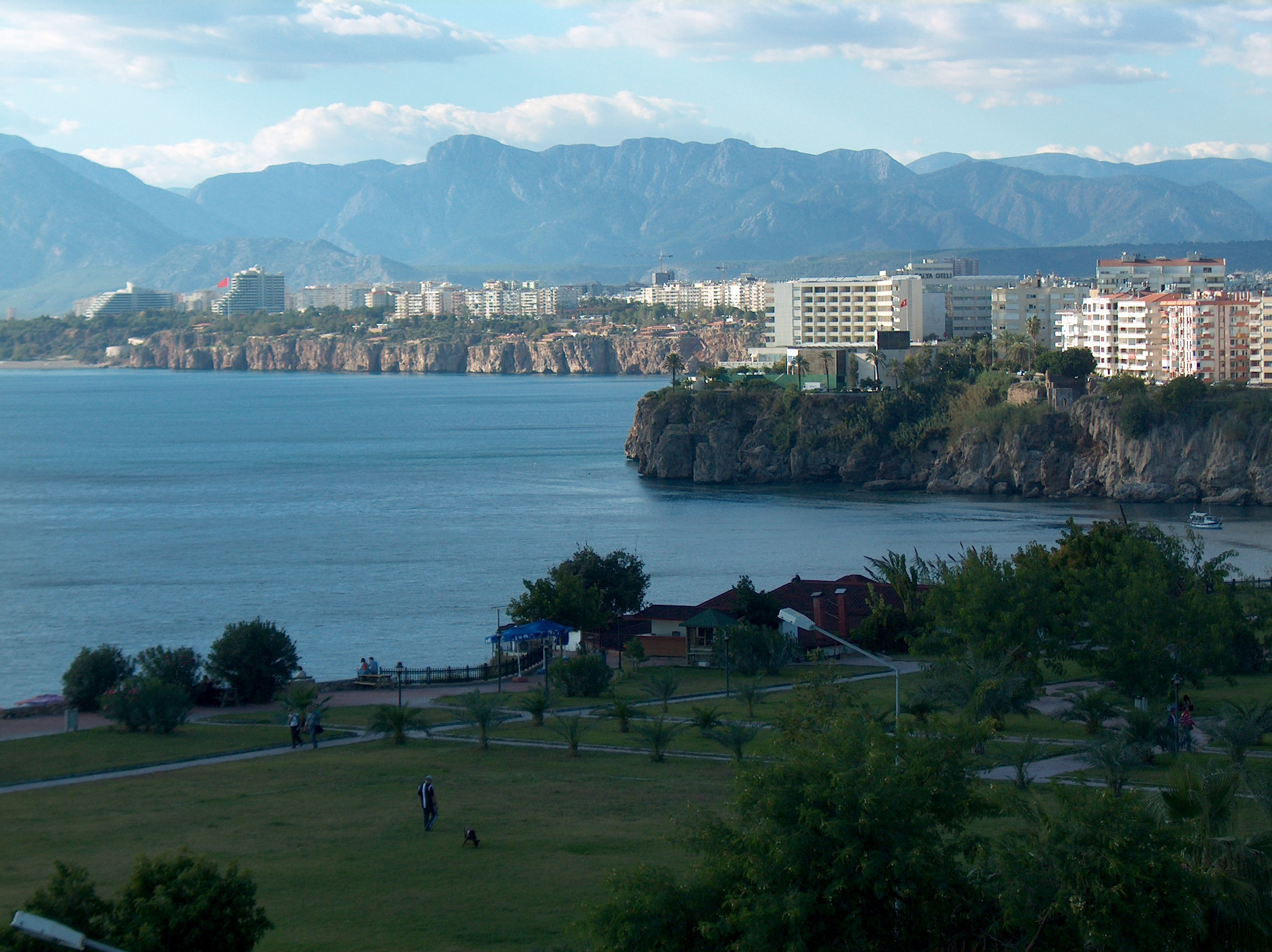
Panorámica de la ciudad de Antalya.

El golfo de Antalya se extiende desde Anamur, en el este, hasta el licio Taurus, en el oeste. Tiene alrededor de 200 km de anchura y en el propio golfo no hay ninguna isla de importancia. El golfo forma parte de la Riviera turca, secciones conocidas de playas (220 km desde Kemer hasta Gazipasa). La costa es accidentada con algunos acantilados altos (especialmente en el extremo este y oeste), aunque también hay algunas playas de arena plana con arbustos bajos y vegetación de pinos. 

### Localidades en el golfo
La ciudad más grande, y que da nombre al golfo es Antalya. El turismo es la principal industria de esta región. Otras ciudades en el golfo son Kemer, Belek, Kumkoey, Manavgat, Side, Avsallar y Alanya. Además de Antalya, hay puertos deportivos en Çavuz, Sazak y Cineviz.

## Referencias

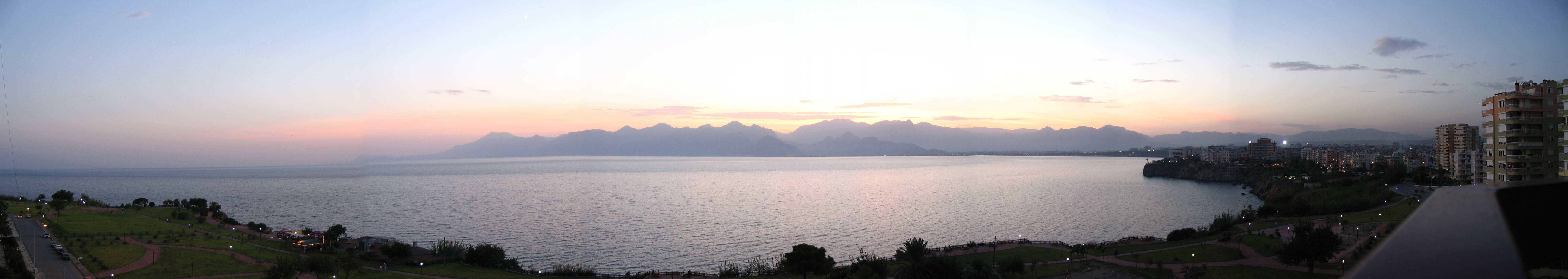
Una vista de los montes Tauro, desde la ciudad de Kemer